# Electric Cafe
Electric Cafe är ett musikalbum av gruppen Kraftwerk, utgivet i december 1986. Detta var den första LP som Kraftwerk i slutändan producerade digitalt. Länge gick skivan under arbetsnamnet Techno Pop, som till och med utannonserades 1983 men som då aldrig gavs ut. Detta skapade en mängd myter kring den icke utgivna skivan och varför det tog så lång tid för bandet att få ut albumet Electric Cafe. Bandets frontfigur Ralf Hütter har länge hävdat att Techno Pop var en tidig version av Electric Cafe och på samlingsboxen Der Katalog från 2009, med digitalt remastrade versioner av åtta av deras album, så är albumet Electric Cafe omdöpt till Techno Pop.
Det har ofta påståtts att albumet försenades på grund av en cykelolycka Hütter råkade ut för, något Hütter själv förnekar. Även i Karl Bartos självbiografi omskrivs olyckan, som inträffade försommaren 1982. Bartos beskriver den som något obehaglig men att Hütter snabbt var på benen igen och att händelsen inte påverkade bandet speciellt mycket.
Låten "Der Telefon-Anruf" sjungs av Karl Bartos, vilket var enda gången han sjöng en låt för bandet, och växeltelefonistens röst i samma låt tillhör Sandhya Whaley, Florian Schneiders dåvarande flickvän.
Efter att skivan var inspelad lämnade Wolfgang Flür Kraftwerk.

## FrånTechno PoptillElectric Cafeoch tillbaka igen
Arbetet med Techno Pop påbörjades i februari 1982 samtidigt som bandets singel "The Model" blev en hit i England och andra länder i Europa. I april spelade bandet de tidiga versionerna av "Tour de France", "Sex Object" och "Techno Pop" för Emil Schult, och tillsammans med honom skrev de texten till "Techno Pop". Texten till "Sex Object" hade Hütter redan skrivit själv och texten till "Tour de France" tillkom först mot slutet av 1982 då Hütter samarbetade med Maxime Schmitt. Texten till "Techno Pop" var det sista som Schult gjorde tillsammans med Kraftwerk under mycket lång tid. Han återvände inte till bandet förrän på 2000-talet och i maj 1982 flyttade han till Bahamas. Efter ett sommaruppehåll fortsatte Hütter, Schneider och Bartos inspelningen. I slutet av sommaren tillkom låten "Telephone Call" som byggde på ett tema Bartos hade skapat redan 1980 och som han tidigare kallat "Italo-Disco". Det var även Bartos som skrev texten till låten och sjöng in den, vilket var hans första och enda sånginsats för bandet. I början av 1983 började gruppen testa olika versioner av de fyra låtarna på de två discoteken Moroco i Köln och Malesh i Düsseldorf. Två sådana tidiga analoga versioner av låtarna, "Sex Object" och "Techno Pop", har senare givits ut på icke–officiella bootlegs.

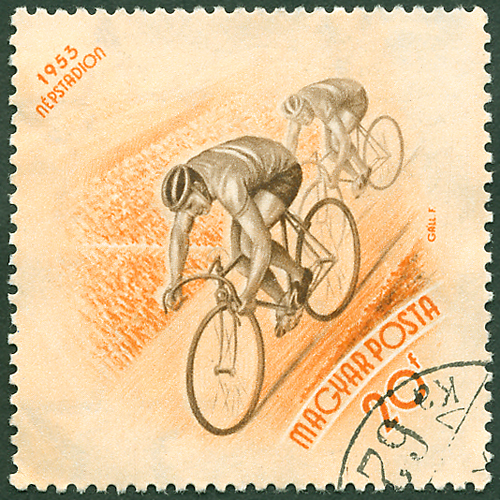
Det ungerska frimärke från 1953 som bandet utgick ifrån när de skapade annonserna för skivan 1983.

Våren 1983 annonserades att skivan skulle ges ut på skivbolaget EMI med katalognumret 1C 064-65087. Samtidigt dök det upp ett antal annonser med en illustration av fyra tävlingscyklister med medlemmarnas ansikten, på rad i en diagonal bildkomposition. Ursprunget till bilden var ett ungerskt frimärke från 1953. Men trots detta gavs albumet inte ut. Istället gav gruppen den 16 juni 1983 ut singeln "Tour de France" där man använde sig av cykelbilden som omslag. Till låten skapades även en musikvideo baserad på svartvita klipp från Tour de Frances historia.
Gruppen sökte efter de perfekta mixarna och ljudet för sina låtar. Efter att ha hört New Orders "Blue Monday" tog de exempelvis kontakt med ljudteknikern Michael Johnson och Hütter, Schneider och Bartos åkte till London för att låta Johnson mixa om "Tour de France" i Britannia Row Studios. Trots gott resultat användes aldrig denna version. Bandet fortsatte jobba i Kling Klang studion. I november reste Hütter till New York för att låta François Kevorkian mixa "Tour de France", men inte heller detta gjorde dem nöjda. I början av februari hade singeln "Tour de France" klättrat till plats fyra på amerikanska Billboards danslistan.
I maj 1984 träffade Ralf och Florian den amerikanska konstnären och digitala animationspionjären Rebecca Allen i Paris och hon besökte sedan gruppen i Düsseldorf. Det bestämdes att hon skulle skapa digitala 3D-animationer av bandmedlemmarnas huvuden. Hon utgick ifrån deras dockhuvuden som de skickade till hennes laboratorium i New York. Ungefär samtidigt skapade Florian Schneider grunden till låten "Musique Non-Stop". Under andra halvan av 1984 besöktes studion ett flertal gånger av François Kevorkian för att mixa plattan. I februari frågade Maxime Schmitt om inte bandet kunde skriva en signaturmelodi till ett nytt musikprogram som han höll på att utveckla. Programmet skulle heta Electric Café. Låten skapades mycket snabbt. I slutändan var det ingen TV-kanal som var intresserad av TV-formatet men resultatet blev istället att albumet fick ett nytt namn. I april anställde bandet ljudteknikern Henning Schmitz för att slutföra arbetet med skivan och i juni reste de till New York för att slutmixa i Kevorkians Axis Studio. Det tog dem tre månader. Enligt Bartos självbiografi tog det totalt ungefär 750 studiotillfällen för Kraftwerk att få ihop skivan som de jobbade med i fem år.
Electric Café släpptes i oktober 1986 utan att bli en speciellt stor framgång. Den tog sig som bäst till plats 23 på tyska albumlistan och i januari 1987, efter tio veckor, åkte den ut. Däremot hade singeln "Musique Non-Stop" stor framgång i USA och blev Kraftwerks första etta på Billboards danslista. Rebecca Allen, som inte bara gjort de 3D-animerade huvudena till omslaget utan även en musikvideo som tog två år att skapa, gjorde desto större succé. Videon vann en mängd priser och visades frekvent på olika TV-kanaler och sammanhang. Bland annat använde MTV Europe ett klipp av videon och låten "Musique Non-Stop" i introt för programmet MTV Greatest Hits. I början av 1990-talet skapade bandet en långsammare annorlunda version av låten specifikt som jingel för MTV Europe.
Ralf Hütter har i flera intervjuer berättat att bandet i efterhand var missnöjda med albumtiteln och när den återutgavs år 2009 i samlingsboxen Der Katalog hade den återigen fått namnet Techno Pop.

## Låtförteckning

### Tysk version
Sida A
1. "Boing Boom Tschak" (Hütter, Schneider & Bartos) – 2:57
2. "Techno Pop" (Hütter, Schneider, Bartos & Schult) – 7:42
3. "Musique Non-Stop" (Hütter, Schneider & Bartos) – 5:45

Sida B
1. "Der Telefon-Anruf" (Hütter, Schneider & Bartos) – 8:03
2. "Sex Objekt" (Hütter, Schneider & Bartos) – 6:51
3. "Electric Café" (Hütter, Schneider, Bartos & Schmitt) – 4:20

### Engelsk version
Sida A
1. "Boing Boom Tschak" (Hütter, Schneider & Bartos) – 2:57
2. "Techno Pop" (Hütter, Schneider, Bartos & Schult) – 7:42 (mer fokus på engelsk text)
3. "Musique Non-Stop" (Hütter, Schneider & Bartos) – 5:45

Sida B
1. "The Telephone Call" (Hütter, Schneider & Bartos) – 8:03 (engelsk text)
2. "Sex Object" (Hütter, Schneider & Bartos) – 6:51 (engelsk text)
3. "Electric Café" (Hütter, Schneider, Bartos & Schmitt) – 4:20

### Spansk version ("Edicion Espanola")
Sida A
1. "Boing Boom Tschak" (Hütter, Schneider & Bartos) – 2:57
2. "Techno Pop" (Hütter, Schneider, Bartos & Schult) – 7:42 (mer fokus på spansk text)
3. "Musique Non-Stop" (Hütter, Schneider & Bartos) – 5:45

Sida B
1. "The Telephone Call" (Hütter, Schneider & Bartos) – 8:03 (engelsk text)
2. "Objeto Sexual" (Hütter, Schneider & Bartos) – 6:51 (spansk text)
3. "Electric Café" (Hütter, Schneider, Bartos & Schmitt) – 4:20

### 2009 digital remasterTechno Pop(tysk version)
Sida A
1. "Boing Boom Tschak" - 2:59
2. "Techno Pop" - 7:42
3. "Musique Non-Stop" - 5:44

Sida B
1. "Der Telefonanruf"* - 3:50
2. "House Phone"** - 4:56
3. "Sex Objekt" - 6:51
4. "Electric Cafe" - 4:19

* Remix. Den version som gavs ut som singel 1987.

** B-sida från maxisingeln "Der Telefonanruf".

### 2009 digital remasterTechno Pop(engelsk version)
Sida A
1. "Boing Boom Tschak" – 2:57
2. "Techno Pop" – 7:42 (mer fokus på engelsk text)
3. "Musique Non-Stop" – 5:45

Sida B
1. "The Telephone Call"* – 3:50 (engelsk text)
2. "House Phone"** – 4:56
3. "Sex Object" – 6:51 (engelsk text)
4. "Electric Café" – 4:19

* Remix. Den version som gavs ut som singel 1987.

** B-sida från maxisingeln "The Telephone Call".

## Medverkande
På albumet 1986
- Ralf Hütter – sång, vocoder, keyboards
- Florian Schneider – vocoder
- Karl Bartos – elektroniska slagverk
- Wolfgang Flür – elektroniska slagverk